# Hemerobius gilvus
Hemerobius gilvus is een insect uit de familie van de bruine gaasvliegen (Hemerobiidae), die tot de orde netvleugeligen (Neuroptera) behoort. 
Hemerobius gilvus is voor het eerst wetenschappelijk beschreven door Stein in 1863.